# Tournedos-Bois-Hubert

Tournedos-Bois-Hubert este o comună în departamentul Eure, Franța. În 1 ianuarie 2022 avea o populație de 450 de locuitori.